# مسح ثلاثي الأبعاد

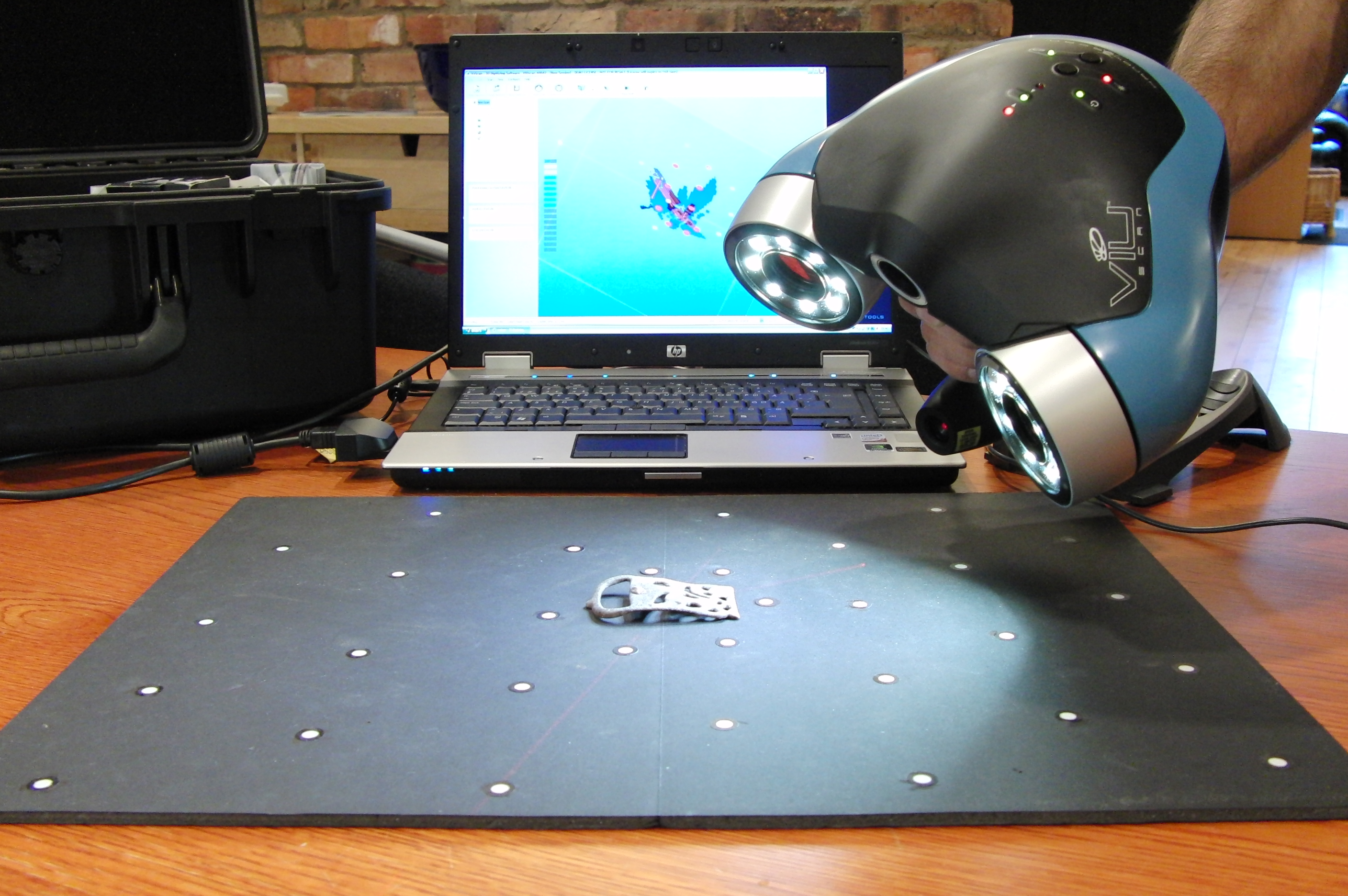
صنع نموذج ثلاثي الأبعاد لإبزيم حزام الفايكنج باستخدام ماسح ضوئي ثلاثي الأبعاد VIUscan محمول باليد

المسح الضوئي ثلاثي الأبعاد هو عملية تحليل كائن أو بيئة واقعية لجمع بيانات ثلاثية الأبعاد لشكلها وربما مظهرها (مثل اللون). يمكن بعد ذلك استخدام البيانات التي تم جمعها لبناء نماذج رقمية ثلاثية الأبعاد.
يمكن أن يعتمد الماسح الضوئي ثلاثي الأبعاد على العديد من التقنيات المختلفة، لكل منها حدودها ومزاياها وتكاليفها. لا تزال هناك العديد من القيود في أنواع الكائنات التي يمكن رقمنتها. على سبيل المثال، قد تواجه التقنية البصرية العديد من الصعوبات مع الكائنات الداكنة أو اللامعة أو العاكسة أو الشفافة. على سبيل المثال، يمكن استخدام المسح الصناعي بالأشعة المقطعية، والماسحات الضوئية ثلاثية الأبعاد ذات الإضاءة المنظمة، والليدار، والماسحات الضوئية ثلاثية الأبعاد لوقت الرحلة لبناء نماذج رقمية ثلاثية الأبعاد، دون اختبارات تدميرية.
تُعد البيانات ثلاثية الأبعاد التي تم جمعها مفيدة لمجموعة واسعة من التطبيقات. تُستخدم هذه الأجهزة على نطاق واسع من قبل صناعة الترفيه في إنتاج الأفلام وألعاب الفيديو، بما في ذلك الواقع الافتراضي. تشمل التطبيقات الشائعة الأخرى لهذه التقنية الواقع المعزز،  والتقاط الحركة،  والتعرف على الإيماءات،  ورسم الخرائط الروبوتية،  والتصميم الصناعي، وتقويم العظام والأطراف الصناعية،  والهندسة العكسية، والنماذج الأولية، وضبط الجودة، ورقمنة القطع الأثرية الثقافية.

## الوظيفة
عادةً ما يكون الغرض من الماسح الضوئي ثلاثي الأبعاد هو إنشاء نموذج ثلاثي الأبعاد. يتكون هذا النموذج ثلاثي الأبعاد من شبكة مضلعات أو سحابة نقاط من العينات الهندسية على سطح الموضوع. يمكن استخدام هذه النقاط ثم ل استقراء شكل الموضوع (وهي عملية تسمى إعادة البناء). إذا تم جمع معلومات اللون عند كل نقطة، فيمكن أيضًا تحديد الألوان أو القوام على سطح الموضوع.
تُشارك الماسحات الضوئية ثلاثية الأبعاد العديد من السمات مع الكاميرات. مثل معظم الكاميرات لها مجال رؤية مخروطي الشكل، ولا يمكنها جمع المعلومات إلا عن الأسطح غير المُغطاة. بينما تجمع الكاميرا معلومات اللون حول الأسطح داخل مجال رؤيتها، يجمع الماسح الضوئي ثلاثي الأبعاد معلومات المسافة حول الأسطح داخل مجال رؤيته. يصف "الصورة" التي تم إنتاجها بواسطة ماسح ضوئي ثلاثي الأبعاد المسافة إلى سطح عند كل نقطة في الصورة. يسمح هذا بتحديد الموقع الثلاثي الأبعاد لكل نقطة في الصورة.
في بعض الحالات، لن ينتج المسح الضوئي الواحد نموذجًا كاملاً للموضوع. عادةً ما تكون عمليات المسح الضوئي المتعددة، من اتجاهات مختلفة، مفيدةً للحصول على معلومات حول جميع جوانب الموضوع. يجب إدخال هذه المسوحات الضوئية في نظام إحداثيات مشترك، وهي عملية تسمى عادةً المحاذاة أو التسجيل، ثم دمجها لإنشاء نموذج ثلاثي الأبعاد كامل. تعرف هذه العملية برمتها، بدءًا من خريطة النطاق المفردة وصولًا إلى النموذج الكامل، عادةً باسم خط أنابيب المسح الضوئي ثلاثي الأبعاد.

## التكنولوجيا
هناك مجموعة متنوعة من التقنيات للحصول رقميًا على شكل كائن ثلاثي الأبعاد. تعمل التقنيات مع معظم أو جميع أنواع أجهزة الاستشعار بما في ذلك البصرية، والصوتية، والمسح الضوئي بالليزر،  والمسح بالرادار، والأشعة الحرارية،  والزلزالية.
يمكن تقسيم تقنيات المسح الضوئي ثلاثي الأبعاد إلى فئتين: التلامسية وغير التلامسية. ويمكن تقسيم الحلول غير التلامسية إلى فئتين رئيسيتين، النشطة والسلبية. ويوجد مجموعة متنوعة من التقنيات التي تندرج تحت هذه الفئات.

### التلامسية

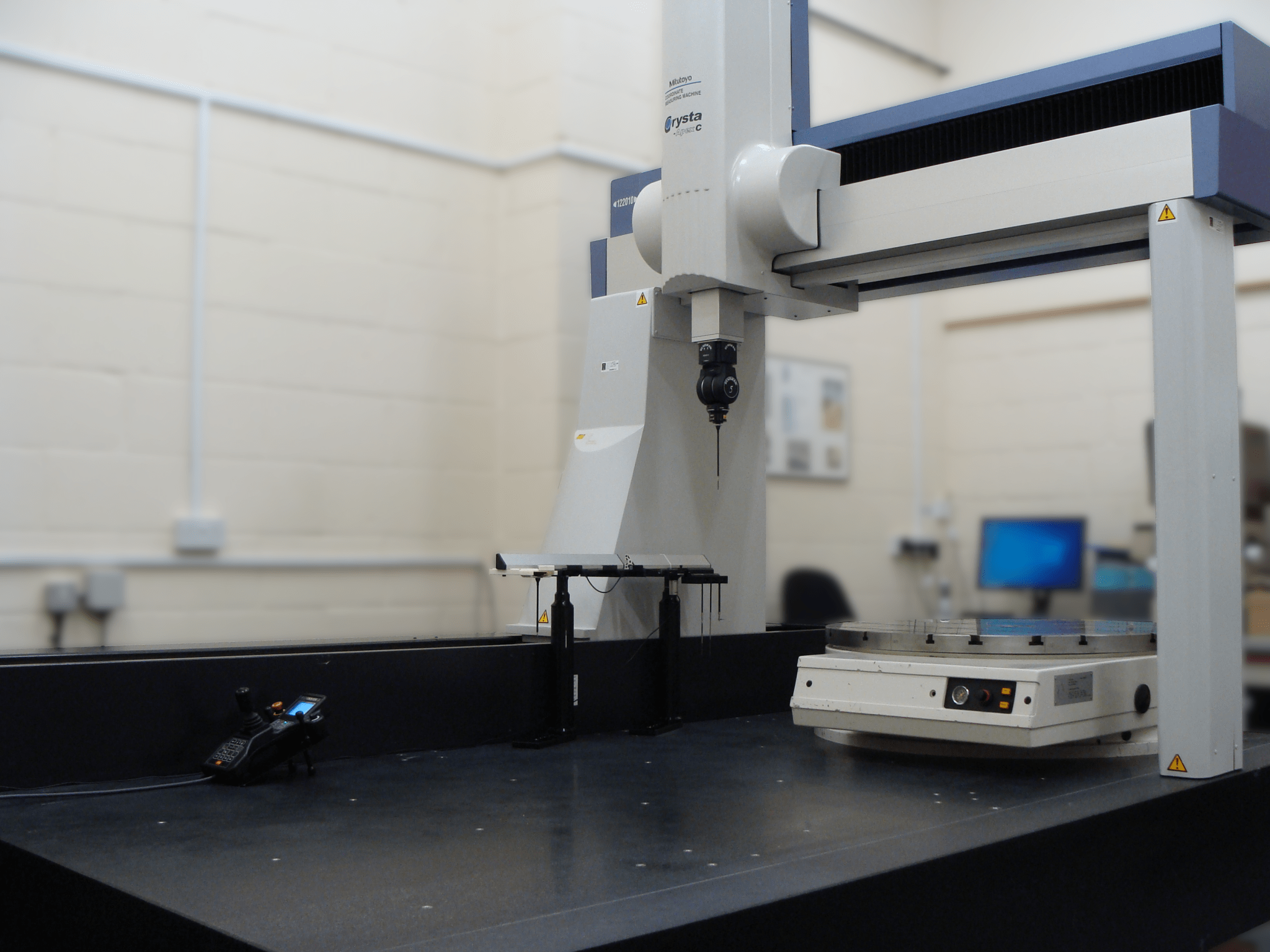
آلة قياس الإحداثيات (CMM) ذات رأس المسح

تعمل الماسحات ثلاثية الأبعاد التلامسية بفحص الجزء جسديًا وتسجيل موضع المستشعر أثناء حركة المجس. هناك نوعان رئيسيان:
1. آلات قياس الإحداثيات (CMMs): تعتمد على 3-5 محاور لتسجيل إحداثيات XYZ بدقة تصل إلى الميكرون، وتعمل تلقائيًا أو يدويًا، لكنها مكلفة وتتطلب معرفة تقنية.[18]
2. الأذرع المفصلية: تتضمن مستشعرات قطبية في المفاصل لحساب موقع نهاية الذراع، وهي أقل دقة من CMMs لكنها أرخص وأسهل استخدامًا.

كلا النوعين يمكن تزويدهما بماسحات ليزرية غير تلامسية.

### غير التلامسية النشطة
تصدر الماسحات الضوئية النشطة نوعًا من الإشعاع أو الضوء وتكتشف انعكاسه أو إشعاعه الذي يمر عبر الجسم من أجل فحص جسم أو بيئة. تشمل أنواع الانبعاثات الممكنة المستخدمة الضوء أو الموجات فوق الصوتية أو الأشعة السينية.

#### وقت الرحلة

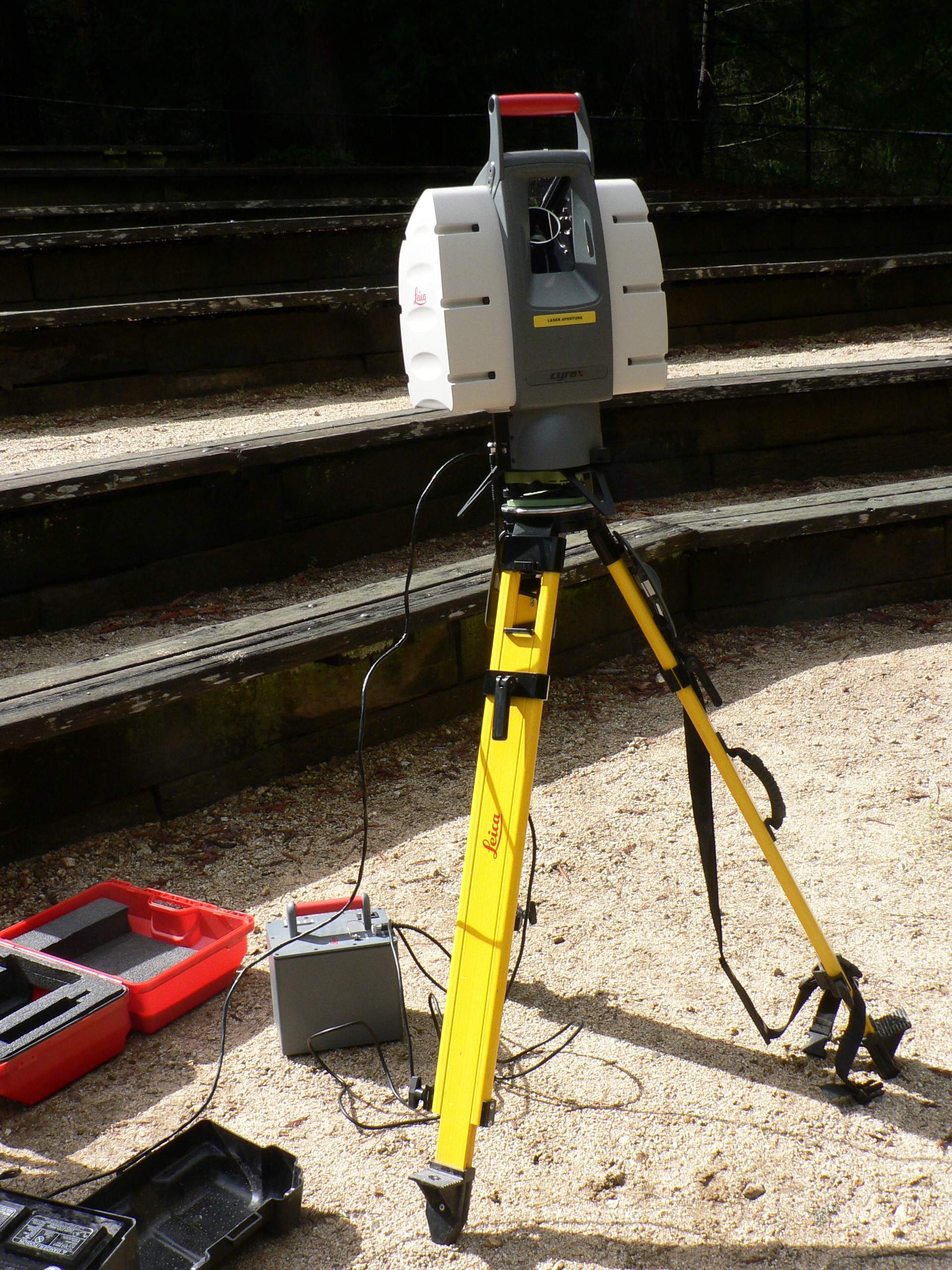
يُمكن استخدام ماسح ليدار هذا لمسح المباني والتكوينات الصخرية وما إلى ذلك، لإنتاج نموذج ثلاثي الأبعاد. يمكن لليدار توجيه شعاع الليزر الخاص به في نطاق واسع: رأسه يدور أفقيًا، وتنقلب المرآة عموديًا. يُستخدم شعاع الليزر لقياس المسافة إلى أول جسم في مساره.

ماسح الليزر ثلاثي الأبعاد لوقت الرحلة هو جهاز نشط يستخدم نبضات ليزر لقياس المسافة إلى السطح عبر توقيت وقت الرحلة ذهابًا وإيابًا للضوء. تعتمد الدقة على قياس دقيق لوقت الرحلة، حيث يقطع الضوء 1 مليمتر في 3.3 بيكو ثانية.
يمسح الجهاز مجال رؤيته نقطة بنقطة، بتغيير اتجاه النظر عبر تدوير الجهاز أو باستخدام مرايا دوارة لتسريع العملية بدقة أكبر. يمكن للماسح قياس 10,000 إلى 100,000 نقطة في الثانية. كما تتوفر أجهزة وقت الرحلة بتكوين ثنائي الأبعاد تُعرف بكاميرات وقت الرحلة.

#### التثليث

مبدأ عمل مستشعر التثليث بالليزر.

ماسحات الليزر ثلاثية الأبعاد القائمة على التثليث هي أجهزة نشطة تستخدم شعاع ليزر وكاميرا لتحديد موقع نقطة الليزر على السطح. تشكل نقطة الليزر والكاميرا وباعث الليزر مثلثًا، يتم تحديد أبعاده باستخدام المسافة بين الكاميرا والباعث وزواياهما. يسمح ذلك بحساب موقع نقطة الليزر بدقة. عادةً، يُستخدم شريط ليزر بدلًا من نقطة واحدة لتسريع العملية. يعود استخدام التثليث لقياس المسافات إلى العصور القديمة.

#### نقاط القوة ونقاط الضعف
تستخدم أجهزة قياس المدى المعتمدة على زمن الطيران في إجراء مسح لمسافات شاسعة تصل إلى عدة كيلومترات، مما يجعلها مثالية لدراسة الهياكل الكبيرة. إلا أن دقة هذه الأجهزة تتأثر سلبًا بسرعة الضوء العالية، خاصة عند اصطدام الشعاع بحواف الأجسام. يمكن معالجة هذه المشكلة عبر استخدام شعاع ضوئي أضيق أو من خلال برمجيات معالجة البيانات. وبالرغم من سرعة عمليات المسح منخفضة الدقة، إلا أن عمليات المسح عالية الدقة تتطلب وقتًا أطول وتتعرض لتشوهات ناجمة عن الحركة، مما يستدعي تثبيت الهدف والجهاز.
أما أجهزة قياس المدى المثلثية فتتميز بدقة عالية جدًا تصل إلى عشرات الميكرومتر، ولكن مدى عملها محدود ولا يتجاوز بضعة أمتار. وتواجه ماسحات الليزر قصيرة المدى تحديات تتعلق بالتغيرات الحرارية التي قد تؤدي إلى تشوهات في القياسات. ومع ذلك، فإن بعض الأجهزة مزودة بمعوضات حرارية لتقليل هذه الآثار.

#### التصوير المجسم المخروطي
في نظام التداخل البصري المخروطي، يُسلط شعاع ليزري على السطح، ثم يعاد انعكاسه المباشر على نفس مسار الشعاع عبر بلورة مخروطية، ويسقط على جهاز اقتران الشحنة. والنتيجة هي حيود يمكن تحليله ترددياً لتحديد المسافة إلى السطح المقاس. تكمن الميزة الرئيسية للتداخل البصري المخروطي في أن مسار شعاع واحد فقط مطلوب للقياس، مما يتيح فرصة لقياس عمق ثقب مثقوب بدقة، على سبيل المثال.

### ماسحات الليزر اليدوية
تُنشئ ماسحات الليزر اليدوية صورًا ثلاثية الأبعاد اعتمادًا على مبدأ التثليث المبين سابقاً. يتمثل ذلك في إسقاط نقطة ليزر أو خط من جهاز يدوي على الجسم المستهدف، ثم قياس المسافة إلى السطح بواسطة مستشعر (عادة ما يكون جهازًا شبه موصل أو حساس للموضع). تجمع هذه البيانات ضمن نظام إحداثيات داخلي، لذا يتطلب جمع البيانات أثناء حركة الماسح الضوئي تحديد موقعه بدقة. يمكن تحديد هذا الموقع إما باستخدام الماسح الضوئي نفسه عبر ميزات مرجعية موجودة على السطح الممسوح (مثل علامات عاكسة أو حتى ميزات طبيعية) أو باستخدام نظام تتبع خارجي. غالبًا ما يأخذ نظام التتبع الخارجي شكل متتبع ليزر (لتحديد موقع المستشعر) مع كاميرا مدمجة (لتحديد اتجاه الماسح الضوئي) أو نظام تصويري يستخدم ثلاث كاميرات أو أكثر لتوفير ستة درجات حرية للماسح الضوئي. تستعمل كلتا التقنيتين عادة ثنائيات باعثة للضوء تحت الأحمر مرتبطة بالماسح الضوئي وتلتقطها الكاميرات عبر مرشحات تقلل من تأثير الإضاءة المحيطة.
تجمع البيانات بواسطة جهاز كمبيوتر وتُسجل كنقاط بيانات في فضاء ثلاثي الأبعاد. يمكن معالجة هذه البيانات وتحويلها إلى شبكة مثلثة ثم إلى نموذج تصميم بمساعدة الحاسوب، غالبًا ما يكون على شكل أسطح نيربس غير منتظمة عقلانية. تستطيع ماسحات الليزر اليدوية دمج هذه البيانات مع بيانات من أجهزة استشعار ضوئية سلبية – التي تلتقط قوام وألوان السطح – لبناء نموذج ثلاثي الأبعاد كامل أو إجراء هندسة عكسية.

### الضوء المهيكل
تُسقط ماسحات الضوء المهيكل ثلاثية الأبعاد نمطًا ضوئيًا على الجسم وتستخدم كاميرا مزاحة لتحليل التشوه وتحديد المسافات. يعتمد إسقاط النمط على أجهزة عرض مثل جهاز عرض الكريستال السائل، وتعد التقنية مجالًا بحثيًا نشطًا مع تطبيقات متطورة.
تم تطوير ماسحات ضوئية في الوقت الفعلي باستخدام تقنيات مثل إسقاط هامش رقمي وإزاحة الطور، قادرة على التقاط تفاصيل دقيقة لكائنات ديناميكية بمعدل يصل إلى 40 إطارًا في الثانية. أنظمة أحدث تحقق معدلات تصل إلى 120 إطارًا في الثانية، مع إمكانية مسح أسطح منفصلة كيدين متحركتين. باستخدام تقنية إلغاء تركيز الثنائي، تم تحسين السرعة لتصل إلى آلاف الإطارات في الثانية.

### الضوء المعدل
تُسلط ماسحات الضوء ثلاثية الأبعاد المُعدّلة ضوءًا متغيرًا باستمرار على الهدف. وعادة ما يقتصر مصدر الضوء على دورة سعة الضوء في موجة جيبية. وتكتشف الكاميرا الضوء المنعكس، ويحدد مقدار تحول النمط المسافة التي قطعها الضوء. كما يسمح الضوء المُعدّل للماسح بتجاهل الضوء الصادر من مصادر أخرى غير الليزر، وبالتالي لا يوجد تداخل.

### الطرق غير التلامسية السلبية
تعتمد حلول التصوير ثلاثي الأبعاد السلبية على اكتشاف الإشعاع المحيط المنعكس دون إصدار إشعاع، وغالبًا ما تستخدم الضوء المرئي أو الأشعة تحت الحمراء، مما يجعلها منخفضة التكلفة باستخدام كاميرات رقمية بسيطة.
تستخدم الأنظمة المجسمة كاميرتين لتحليل الفروق بين الصور واستنتاج المسافات، مستوحية من الرؤية البشرية. أما الأنظمة الضوئية، فتعتمد على كاميرا واحدة تلتقط صورًا متعددة بظروف إضاءة مختلفة لاستعادة اتجاه السطح.
تقنيات الصور الظلية تُنشئ نموذجًا ثلاثي الأبعاد عبر بثق الخطوط العريضة المأخوذة من صور متعددة، لكنها تعاني من صعوبة اكتشاف التقعرات الداخلية.

#### الطرق الفوتوغرافية غير التلامسية السلبية

يمكن التقاط الصور من عدة وجهات نظر، مثل مجموعة كاميرات ثابتة، لموضوع ما لخط أنابيب إعادة بناء تصويري لتوليد شبكة ثلاثية الأبعاد أو سحابة نقاط.

يوفر القياس الضوئي معلومات موثوقة حول الأشكال ثلاثية الأبعاد للأجسام المادية بناءً على تحليل الصور الفوتوغرافية. وعادةً ما يتم تقديم البيانات ثلاثية الأبعاد الناتجة على شكل سحابة نقطية ثلاثية الأبعاد أو شبكة ثلاثية الأبعاد أو نقاط ثلاثية الأبعاد. تقوم تطبيقات البرامج الحديثة للتصوير الفوتوغرامي بتحليل عدد كبير من الصور الرقمية تلقائيًا لإعادة البناء ثلاثي الأبعاد، ومع ذلك، قد يكون التفاعل اليدوي مطلوبًا إذا لم تتمكن البرامج من تحديد المواضع ثلاثية الأبعاد للكاميرا في الصور تلقائيًا، وهي خطوة أساسية في خط أنابيب إعادة البناء.
- القياس الضوئي القريب المدى عادة ما يستخدم كاميرا محمولة باليد مثل كاميرا رقمية ذات عدسة أحادية عاكسة مع عدسة ذات طول بؤري ثابت لالتقاط صور للأجسام لإعادة بنائها ثلاثية الأبعاد.[43] تشمل الموضوعات الأجسام الصغيرة مثل واجهات المباني والمركبات والتماثيل والصخور والأحذية.
- مصفوفات الكاميرات يمكن استخدامها لإنشاء سحب نقطية ثلاثية الأبعاد أو شبكات من أجسام حية مثل الأشخاص أو الحيوانات الأليفة عن طريق مزامنة عدة كاميرات لتصوير موضوع من عدة وجهات نظر في نفس الوقت لإعادة بناء الجسم ثلاثي الأبعاد.[44]
- القياس الضوئي بزاوية واسعة يمكن استخدامه لالتقاط داخل المباني أو المساحات المغلقة باستخدام كاميرا ذات عدسة واسعة الزاوية مثل كاميرا 360 درجة.
- القياس الضوئي الجوي يستخدم الصور الجوية التي يتم الحصول عليها بواسطة الأقمار الصناعية أو الطائرات التجارية أو طائرات الدرون بدون طيار لجمع صور للمباني والهياكل والتضاريس لإعادة بنائها ثلاثية الأبعاد إلى سحابة نقطية أو شبكة.

### الالتقاط من بيانات المستشعر المكتسبة
يُعدُّ استخلاص المباني شبه الآلي من بيانات الليدار والصور عِبرة الدقة العالية خيارًا متاحًا أيضًا. وهذه الطريقة، بدورها، تتيح النمذجة دون الحاجة إلى الانتقال فعليًا إلى الموقع أو الكائن المراد دراسته. ومن بيانات الليدار الجوي، يمكن توليد نموذج رقمي للسطح، ثم الكشف تلقائيًا عن الأجسام المرتفعة عن الأرض من هذا النموذج. وبناءً على المعرفة المسبقة بالمباني، تُستخدَم الخصائص الهندسية كالحجم والارتفاع والشكل لفصل المباني عن الأجسام الأخرى. ثم يُبسَّط الخطوط العريضة المستخلصة للمباني باستخدام خوارزمية متعامدة لتحسين الجودة الرسومية. ويمكن إجراء تحليل مستجمعات المياه لاستخراج خطوط التلال لسقوف المباني. تُستخدَم خطوط التلال ومعلومات المنحدر لتصنيف المباني حسب نوعها. ثم يُعاد بناء المباني باستخدام ثلاثة نماذج مباني بارامترية (مسطحة، ذات سقوف مائلة، ذات سقوف منحدرة).

### الالتقاط من أجهزة الاستشعار في الموقع
تُعد تقنيات الليدار والمسح بالليزر الأرضي من الوسائل المتقدمة والفعالة لجمع البيانات المكانية بدقة عالية وسرعة فائقة. وتكمن أهمية هذه التقنيات في قدرتها على تحديد الارتفاعات والمسافات بدقة بالغة، مما يجعلها أداة مثالية لقياس ارتفاعات المباني. فعبر هذه التقنيات يمكن تحديد مواقع المباني بدقة، وقياس ارتفاعات الأرض المحيطة بها، وحساب أبعادها كالتوجهات والحجوم. كما أن البيانات التي يتم جمعها من خلال هذه المسوحات يمكن استخدامها لإنشاء نماذج ثنائية الأبعاد للمباني وتخزينها في قواعد بيانات نظم المعلومات الجغرافية.
تُعد تقنية الجمع بين المسوحات الجوية بالليزر والصور الأرضية نهجًا متكاملًا وفعالًا لإنشاء نماذج ثلاثية الأبعاد دقيقة للمدن. حيث يتم دمج النماذج التفصيلية للواجهات الأرضية مع النماذج الجوية الشاملة لتوليد نموذج ثلاثي الأبعاد دقيق للمنطقة، يشمل التضاريس والارتفاعات المختلفة. وتُستخدم تقنية تحديد الموقع مونتي كارلو لتسجيل واجهات المباني بدقة ضمن النموذج الجوي.

## إعادة البناء

### من الغيوم النقطية
تُستخدم الغيوم النقطية الناتجة عن عمليات المسح الضوئي ثلاثي الأبعاد، والصور ثلاثية الأبعاد للأجسام، بشكل مباشر في أعمال القياس والتصور المعماري والإنشائي.

### من النماذج
تستعمل التطبيقات غالبًا نماذج ثلاثية الأبعاد مضلعية، أو أسطح نيربس، أو نماذج تصميمية بمساعدة حاسوب صلبة.
- نماذج الشبكات المضلعية: تمثل الأسطح المنحنية كأسطح مسطحة صغيرة متعددة الأوجه، مثل كرة ديسكو. تُستخدم هذه النماذج في التصور البصري وبعض عمليات التصنيع الحاسوبي، لكنها غالبًا ما تكون ثقيلة وصعبة التعديل. يتضمن إعادة البناء إلى نموذج مضلعي إيجاد نقاط متجاورة وربطها بخطوط مستقيمة لتكوين سطح متصل.[54]
- النموذج السطحي: يمثل مرحلة متقدمة في النمذجة ثلاثية الأبعاد، حيث يتم تمثيل الأشكال باستخدام رقعة من الأسطح المنحنية. تشمل هذه الأسطح نماذج نيربس أو "خطوط تي إس بي" وغيرها من التمثيلات المنحنية.[55]
- النماذج الصلبة في برامج التصميم بمساعدة الحاسوب (CAD): من منظور هندسي وتصنيعي، فإن التمثيل الأمثل للشكل الرقمي هو النموذج البارامتري القابل للتعديل في برامج التصميم بمساعدة الحاسوب (CAD). في هذه البرامج، يُوصف الكروي بخصائص بارامترية يمكن تعديلها بسهولة بتغيير قيمة معينة (مثل مركز النقطة ونصف القطر).[56][57]

### من مجموعة شرائح ثنائية الأبعاد
لا تنتج أجهزة التصوير مثل التصوير المقطعي المحوسب والتصوير بالرنين المغناطيسي والتصوير الطبقي المبرمج المكروي سحابة نقطية بل شرائح ثنائية الأبعاد تُدمج لتكوين نموذج ثلاثي الأبعاد. هناك طرق متعددة للمعالجة بناءً على الأهداف:
1. التصوير الحجمي: يستخدم لإنشاء نماذج ثلاثية الأبعاد تعتمد على كثافات رمادية مختلفة، مما يسمح بتمثيل مكونات الجسم بألوان مختلفة.
2. تقسيم الصور: تُستخدم عند تشابه القيم الرمادية للهياكل، حيث تُزال الهياكل غير المرغوب فيها باستخدام عمليات يدوية أو آلية، وتُصدَّر بتنسيقات مثل CAD أو STL.
3. الشبكية المستندة إلى الصورة: تُستخدم لتحليل بيانات الصورة ثلاثية الأبعاد في التطبيقات المعقدة مثل التحليل الديناميكي، وتتيح إنشاء وصف هندسي دقيق وواقعي بشكل آلي.

### من عمليات المسح بالليزر
مسح الليزر هو تقنية لفحص أو مسح السطح باستخدام الليزر، ويختلف مجال التطبيق حسب قوة الليزر ونتائج المسح. يُستخدم الليزر منخفض الطاقة في الحالات التي لا تتطلب التأثير على السطح، مثل الرقمنة. تشمل الأساليب الشائعة المسح الضوئي المتقارب أو ثلاثي الأبعاد. في تطبيقات أخرى منخفضة الطاقة، تُستخدم أنظمة إسقاط الضوء المنظم لقياس تسطح الخلايا الشمسية، مما يتيح حساب الإجهاد لأكثر من 2000 رقاقة في الساعة. عادةً ما تكون قوة الليزر في معدات المسح الصناعي أقل من 1 واط، وغالبًا ما تكون في حدود 200 ميلي واط أو أقل، وقد تكون أعلى في بعض الحالات.

### من الصور الفوتوغرافية
يمكن الحصول على بيانات ثلاثية الأبعاد وإعادة بناء الأجسام باستخدام أزواج من الصور المجسمة، ويُعتبر القياس التصويري المجسم النهج الأساسي لرسم الخرائط ثلاثية الأبعاد. يمكن استخدام الكاميرات الرقمية لالتقاط صور قريبة للأجسام مثل المباني وإعادة بنائها بنفس نظرية القياسات التصويرية الجوية، مثل برنامج "مايكروسوفت ماب بوينت" الذي استُبدل بـ "فيكسل جيوسينث"، و"مايكروسوفت فوتوسينث" أيضاً. قدمت سيسي زلاتانوفا طريقة شبه آلية لاستخراج بيانات ثلاثية الأبعاد من صور جوية مجسمة، تتضمن رقمنة نقاط يدوية للتحقق من صحة الأجسام المُعادة بناؤها، وتخزينها في قاعدة بيانات لتصور الأجسام. من البرامج البارزة في هذا المجال "أجيسوفت ميتاشيب"، و"ريالتي كابتشر"، و"إنسايس تيفون".
طوّر فرانز روتنستاينر طريقة شبه آلية لاستخراج المباني مع مفهوم لتخزين نماذج المباني مع التضاريس والبيانات الطبوغرافية في نظام المعلومات الطبوغرافية. يعتمد نهجه على دمج تقديرات معلمات المباني في القياس التصويري باستخدام مخطط النمذجة الهجين، حيث تُفكك المباني إلى أشكال أولية بسيطة تُعاد بناؤها فرديًا ثم تُدمج باستخدام عوامل التشغيل البوليانية، مع تمثيل حدود البيانات كوسيلة للتركيب الداخلي.
في نهج تشانغ، تُستخدم صور متعددة لإعادة بناء السطح، حيث يتم استكشاف تكامل بيانات المجسم ثلاثي الأبعاد مع الصور الثنائية الأبعاد المُعايرة. يتم بناء النقاط المميزة بدقة بعد فحصها هندسيًا من الصور المتعددة، ويُملأ نقص الكثافة في بيانات المجسم باستخدام معلومات من الصور، مع نشر الرقع الموثوقة في المنطقة المجاورة بشكل تدريجي باستخدام إستراتيجية الأفضل أولًا للبحث عن الرقعة المثالية بين نقاط المجسم.
تُستخدم الصور متعددة الأطياف أيضًا للكشف عن المباني ثلاثية الأبعاد. وتُستخدم بيانات النبضة الأولى والأخيرة ومؤشر الغطاء النباتي المُطبع في العملية.

## التطبيقات

### تجارب الفضاء
استعانت وكالة الفضاء الأوروبية بتقنية المسح ثلاثي الأبعاد لفحص الصخور الفضائية.

### صناعة البناء والهندسة المدنية
- التحكم في الروبوت: على سبيل المثال، قد يعمل الماسح الضوئي بالليزر بمثابة عين الروبوت.[77][78]
- توثيق المواقع التاريخية.[79]
- نمذجة الموقع والتخطيط
- مراقبة الجودة
- مسوحات الكمية
- مراقبة الحمولة [80]
- إعادة تصميم الطريق السريع
- إنشاء خرائط نظم المعلومات الجغرافية (GIS) وعلوم المعلومات الجغرافية.[81]
- المسح الضوئي بالليزر تحت السطح في المناجم وفراغات كارست.[82]
- التوثيق الجنائي.[83]

### الترفيه
تُستَخدَم الماسحاتُ الثلاثية الأبعاد في صناعة الترفيه لخلق نماذج رقمية ثلاثية الأبعاد تُستعمل في الأفلام وألعاب الفيديو والأنشطة الترفيهية الأخرى. كما تجد هذه الماسحات استخدامًا واسعًا في صناعة السينما الافتراضية. وفي الحالات التي يوجد فيها نموذج حقيقي لمُجسّم ما، يكون من الأسرع والأسهل بكثير مسح هذا المُجسّم بدلًا من إنشاء نموذج افتراضي يدويًا بواسطة برامج تصميم الأبعاد الثلاثة. وكثيرًا ما يقوم الفنانون بنحت نماذج مادية للأشكال التي يرغبون في تمثيلها، ثم يقومون بمسحها رقميًا بدلًا من إنشاء نماذج رقمية مباشرة على الحاسوب.

### التصوير ثلاثي الأبعاد

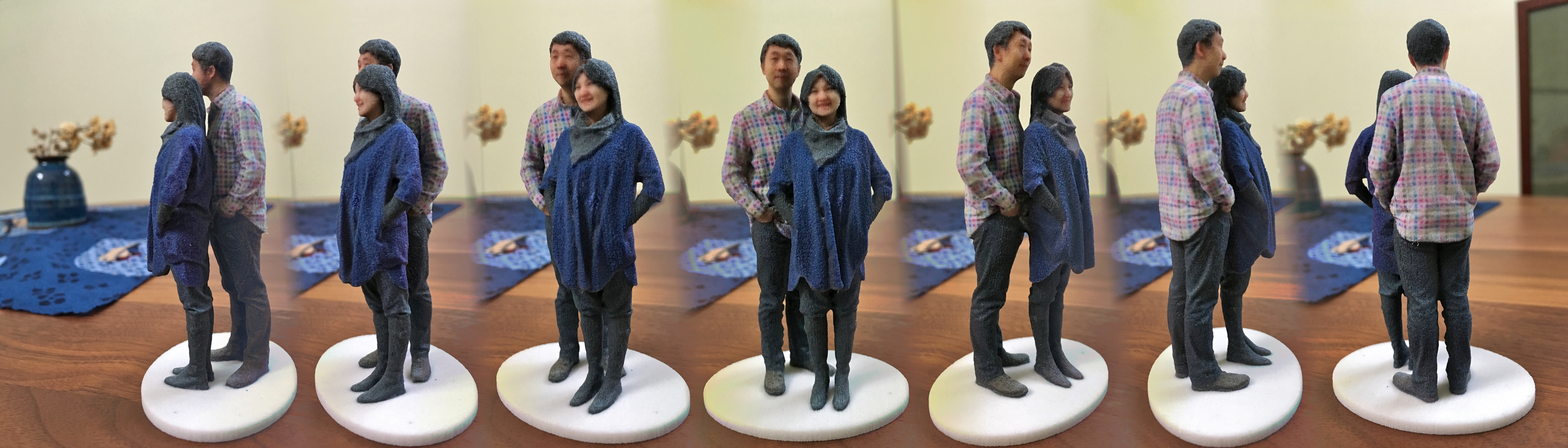
نموذج شخصي ثلاثي الأبعاد بمقياس 1:20 طبع بواسطة شركة "Shapeways" باستخدام طباعة قائمة على الجبس، تم إنشاؤه بواسطة متنزه "مادورودام" المصغر من صور ثنائية الأبعاد تم التقاطها في كشك الصور الخاص به

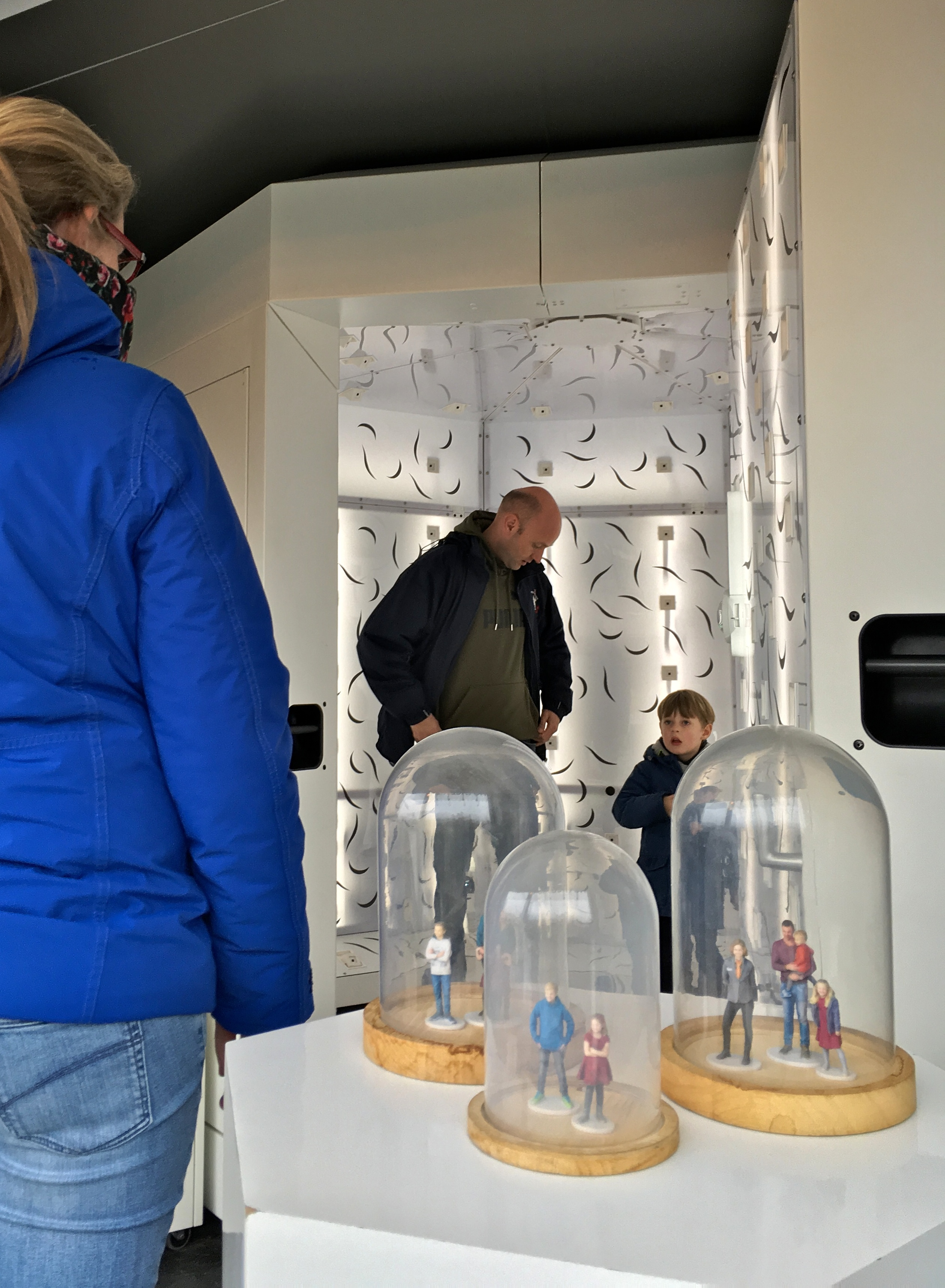
كشك تصوير "Fantasitron 3D" في مادورودام

تشهد تقنيات المسح الضوئي ثلاثي الأبعاد تطورًا ملحوظاً، حيث باتت الكاميرات تلعب دورًا محوريًا في عملية الحصول على نماذج ثلاثية الأبعاد عالية الدقة للأجسام. وقد أدى هذا التطور إلى ظهور تطبيقات مبتكرة مثل إنشاء صور ثلاثية الأبعاد للأشخاص، والتي بدأت تنتشر على نطاق واسع منذ عام 2010.

### إنفاذ القانون
يُستخدم المسح الضوئي ثلاثي الأبعاد بالليزر على نطاق واسع من قبل أجهزة إنفاذ القانون في جميع أنحاء العالم. وتُستخدم النماذج ثلاثية الأبعاد في توثيق المواقع بشكل مباشر في بعض الحالات مثل مسارح الجرائم، وتحليل أنماط بقع الدم، وإعادة تمثيل الحوادث، والانفجارات، وتحطم الطائرات.

### الهندسة العكسية
تتطلب هندسة التصميم العكسي لمكون ميكانيكي بناء نموذج رقمي دقيق للأجسام المستهدفة لإعادة إنتاجها. بدلًا من مجرد مجموعة من النقاط، يمكن تمثيل هذا النموذج بشبكة من المضلعيات أو مجموعة من أسطح نيربس، سواء كانت مسطحة أو منحنية، أو بنموذج صلب وفقًا لمعايير التصميم بمساعدة الحاسوب (CAD). ولرقمنة المكونات الحرة الشكل أو المتغيرة تدريجياً، وكذلك الهندسات المنشورية، يمكن الاستعانة بالماسحات الضوئية ثلاثية الأبعاد. أما الهندسات المنشورية البسيطة الأبعاد، فتقاس عادةً بأجهزة قياس الإحداثيات. وتخضع النقاط الناتجة بعد ذلك لمعالجة لإنشاء نموذج رقمي صالح للاستخدام، عادةً من خلال برامج هندسة التصميم العكسي المتخصصة.

### العقارات
يمكن مسح الأراضي والمباني ضوئيًا وتحويلها إلى نماذج ثلاثية الأبعاد، مما يتيح للمشترين التجوال والتفقد في العقار عن بُعد، من أي مكان، دون الحاجة إلى الحضور الفعلي إليه. وتوجد بالفعل شركة واحدة على الأقل تقدم جولات افتراضية ثلاثية الأبعاد للعقارات. وتتكون الجولة الافتراضية النموذجية من عرض لدمية منزلية،  وعرض تفصيلي للداخلية، بالإضافة إلى مخطط أرضي.

### السياحة الافتراضية
يمكن التقاط بيئة مكان ذي أهمية تاريخية أو ثقافية وتحويلها إلى نموذج ثلاثي الأبعاد. يتيح هذا النموذج للجمهور استكشاف المكان بشكل مفصل، سواء من خلال واجهة الواقع الافتراضي الغامرة أو من خلال واجهة ثنائية الأبعاد تقليدية. وهكذا، يمكن للباحثين والمهتمين استكشاف مواقع يصعب الوصول إليها أو تلك التي تعاني من التدهور، مما يوفر وسيلة للحفاظ على التراث وحمايته. ولقد أثبتت هذه التقنية فعاليتها في المجال التعليمي، حيث قامت مجموعة من طلاب التاريخ في مدرسة فانكوفر آي تك الإعدادية الثانوية بإنشاء متحف افتراضي عن طريق مسح ثلاثي الأبعاد لأكثر من مئة قطعة أثرية.

### التراث الثقافي
شهدت السنوات الأخيرة ازدهارًا في المشاريع البحثية التي تعتمد على تقنية المسح الضوئي لتوثيق وتحليل المواقع والآثار التاريخية، مما أدى إلى الحصول على نماذج ثلاثية الأبعاد دقيقة يمكن استخدامها في تحليلات متنوعة.
فتح الاقتران بين تقنيتي المسح الضوئي والطباعة ثلاثية الأبعاد آفاقًا جديدة في الحفاظ على التراث الثقافي، حيث يمكن الآن إنشاء نسخ طبق الأصل دقيقة من الآثار دون المساس بالأصل، مثل نموذج غرغول الذي تم رقمنته باستخدام ماسح ضوئي وتحويله إلى نسخة مادية باستخدام طابعة ثلاثية الأبعاد.
تتيح نماذج المتاحف والآثار الثلاثية الأبعاد الدراسة والتحليل الدقيق، كما توفر نسخًا احتياطية في حالة تلف الأصل.

#### مايكل أنجلو
في عام 1999 شرع فريقان بحثيان مستقلان في مسح دقيق لتحف النحات مايكل أنجلو. فقد استخدم فريق من جامعة ستانفورد، بقيادة مارك ليفي، ماسحًا ثلاثي الأبعاد بالليزر من صنع شركة سايبروير خصيصًا لفحص تحف مايكل أنجلو في فلورنسا، ولا سيما تمثال داوود والأسرى والتماثيل الأربعة في كنيسة ميديشي. وقد أسفرت هذه المسوحات عن كثافة بيانات مرتفعة، بلغت عينة واحدة لكل ربع ملليمتر، بدقة تكفي لتبيّن آثار إزميل النحات الماهر. ونتج عن هذه المسوحات التفصيلية كم كبير من البيانات، قُدّر بحوالي 32 جيجا بايت، واستغرقت عملية معالجة هذه البيانات خمسة أشهر.
وفي نفس الفترة تقريبًا، قام فريق بحثي من شركة آي بي إم، بقيادة "إتش رشماير" و"إف برنارديني"، بمسح تمثال البييتا في فلورنسا، محصلًا على تفاصيل هندسية ولونية على حد سواء. وقد استُخدم النموذج الرقمي الناتج عن حملة المسح في عملية ترميم التمثال عام 2004.

#### مونتايسلو
في عام 2002، قام ديفيد لوبكي وفريقه بمسح منزل مونتيسيلو، دار توماس جيفرسون، مُستخدمين ماسحًا ضوئيًا تجاريًا يعتمد على تقنية قياس زمن الرحلة، وهو ماسح دلتا سفير 3000. وقد دُمجت البيانات المستخلصة مع صور رقمية ملونة لإنشاء "مونتيسيلو الافتراضي" ومعرض "خزانة جيفرسون" في متحف نيو أورلينز للفنون في عام 2003.

#### ألواح الكتابة المسمارية
في عام 2000، تم اقتناء أولى النماذج ثلاثية الأبعاد للألواح المسمارية في ألمانيا. وفي عام 2003، استخدم مشروع "حمورابي الرقمي" ماسح ضوئي ثلاثي الأبعاد بدقة بلغت 0.025 مـم (0.00098 بوصة) للحصول على ألواح مسمارية. وبدأ تطوير إطار عمل برنامج "جيجا ميش" لتسهيل تصور واستخراج الحروف المسمارية من النماذج ثلاثية الأبعاد،  عند استخدام جامعة هايدلبرغ لماسحات ضوئية ثلاثية الأبعاد عالية الدقة في عام 2009، لمعالجة حوالي ألفي لوح رقمي ثلاثي الأبعاد من مجموعة هيلبريخت في بلدية ينا لإنشاء مجموعة بيانات معيارية مفتوحة المصدر،  ومجموعة معلقة،  من النماذج ثلاثية الأبعاد للألواح، واتيحت بموجب رخصة المشاع الإبداعي.

#### قبور كاسوبي
في عام 2009 تمكن مشروع مسح ثلاثي الأبعاد نفذته مؤسسة "ساي أرك" في قبور كاسوبي التاريخية في أوغندا، وهي مدرجة ضمن قائمة التراث العالمي لمنظمة اليونسكو، من إنتاج نماذج معمارية دقيقة لمبنى موزيبو أزالا مبانغا الرئيسي، الذي يقع ضمن المجمع، وكذلك لقبر ملوك أوغندا (الكاباكا). وقد تم استخدام جهاز "ليكا إتش دي إس 4500" المتطور في هذا المسح الدقيق.

#### بلاستيكو دي روما أنتيكا
أجرى غابرييل غودي وزملاؤه مسح شامل للنموذج البلاستيكي لروما القديمة في عام 2005، وهو نموذج مصغر لروما أنتج في القرن الماضي. لم تتمكن كل من طريقة المثلثات وطريقة قياس زمن الرحلة من تحقيق المتطلبات المرجوة لهذا المشروع الضخم والمعقد، نظرًا لحجم النموذج الهائل وتفاصيله الدقيقة. وقد توصل الباحثون إلى أن ماسح الضوء المُعدل هو الأداة الأنسب لتلبية هذه المتطلبات، حيث يتميز بقدرته على مسح أجسام كبيرة مع الحفاظ على الدقة المطلوبة.

#### مشاريع أخرى
يهدف مشروع "لقاءات ثلاثية الأبعاد" في متحف بتري لعلم الآثار المصرية إلى توظيف تقنية المسح الضوئي ثلاثي الأبعاد لبناء مكتبة شاملة من صور ثلاثية الأبعاد عالية الدقة للمقتنيات الأثرية. يسعى المشروع إلى تمكين إقامة معارض متنقلة رقمية لعرض المقتنيات المصرية الهشة، مما يتيح للجمهور فرصة استكشافها عن كثب دون الحاجة إلى نقلها.
كما درست هيئة التراث الإنجليزي تطبيق تقنية المسح الضوئي ثلاثي الأبعاد على نطاق واسع للحصول على بيانات أثرية وحالة دقيقة للمقتنيات. وبالمثل، أنتج مركز الحفظ الوطني في ليفربول مسوحات ضوئية ثلاثية الأبعاد لعدد من القطع الأثرية والمواقع، بما في ذلك الكائنات المحمولة والمسوحات الموضعية للمواقع الأثرية.
يمثل مشروع مؤسسة سميثسونيان المُسمى "سميثسونيان إكس ثري دي" مثالًا بارزًا على تنوع التطبيقات الممكنة لتقنية المسح الضوئي ثلاثي الأبعاد. يشمل هذا المشروع مسح مجموعة واسعة من الأشياء، بدءًا من الحشرات والزهور الصغيرة وصولًا إلى الأشياء بحجم الإنسان مثل بدلة طيران أميليا إيرهارت، وأشياء بحجم الغرف مثل قارب "غونبوت فيلادلفيا"، والمواقع التاريخية مثل ليانج بوا في إندونيسيا. ومن الجدير بالذكر أن البيانات الناتجة عن هذه المسوحات متاحة للجمهور مجانًا ويمكن تنزيلها بعدة صيغ.

### في المجال الطبي
تُستخدم ماسحاتُ الأبعاد الثلاثة في مجال تقويم العظام وطب الأسنان لالتقاط صور ثلاثية الأبعاد دقيقة للمريض، مما يُعِدُ بديلًا متطورًا للصبغات الجبسية التقليدية. وبعد ذلك، تستعين برامج التصميم والتصنيع بمساعدة الحاسوب بهذه الصور لتصميم وتصنيع الأطراف الصناعية والغرسات السنية بدقة متناهية. ولا يقتصر استخدام ماسحات الأبعاد الثلاثة على المجال الطبي فحسب، بل تمتد فائدتها لتشمل مجالات أخرى مثل التشريح والتعليم البيولوجي، حيث تُستخدم في إنشاء نماذج ثلاثية الأبعاد للأعضاء والجثث، مما يسهل عملية الدراسة والتعلم. كما تلعب دورًا هامًا في مجال الجراحة، إذ تُستخدم في محاكاة الجراحات العصبية التعليمية.

### ضمان الجودة والقياس الصناعي
يُعد التحويل الرقمي للأجسام المادية ركيزة أساسية في العديد من التطبيقات، لا سيما في ضمان الجودة الصناعية لقياس الأبعاد الهندسية. تُستغل بيانات التصميم بمساعدة الحاسوب (CAD) في العمليات الآلية كالتجميع، إلا أن ضمان الجودة يتطلب درجة مماثلة من الأتمتة. فعلى سبيل المثال، في صناعة السيارات، تخضع الأجزاء المعدنية لفحوصات دقيقة للتأكد من تطابق أبعادها ووظائفها.
في العمليات الآلية، تُنقل القياسات إلى الآلات المصنعة للأجسام، وقد تختلف النتيجة عن النموذج الرقمي الأصلي بسبب تفاوتات التصنيع والتآكل. لذا تُحول الأجزاء المصنعة إلى نماذج رقمية باستخدام ماسحات ثلاثية الأبعاد لمقارنة البيانات مع النماذج الأولية.
تستخدم عملية مقارنة البيانات بنموذج رقمي لتحديد أنماط التآكل ودقة البناء وتحليل الفجوات. تشمل التقنيات المتبعة المسح بالليزر والضوء المهيكل والمسح باللمس، حيث يُعتبر الأخير الأكثر دقة ولكنه الأبطأ. تقدم تقنيات المسح ثلاثي الأبعاد مزايا عديدة؛ كالتقاط التفاصيل بدقة عالية دون الحاجة إلى نقاط مرجعية أو طلاء، مع تغطية السطح بالكامل بسرعة ودون خطر التلف. تُظهر المخططات الرسومية الناتجة الانحرافات الهندسية بشكل واضح، مما يساعد في تحديد الأسباب المحتملة.

## إعادة بناء الكائن
بعد جمع البيانات، يجب إعادة بناء (وأحيانًا مُعالجة) البيانات المُكتسبة من الصّور أو أجهزة الاستشعار. إما في نفسِ البرنامج أو في بعض الحالات تُصدر البيانات الثلاثية الأبعاد إلى برنامج آخر لمزيد من التّحسين، أو إضافة بيانات إضافية. يُمكن أن تكون هذه البيانات الإضافية بيانات موقع جي بي إس. وبعد إعادة البناء، قد يتم تنفيذ البيانات مُباشرة في خريطة محلّية (GIS)، أو عالمية مثل جوجل إيرث أو "خرائط أبل".

## البرامج
تُستخدم العديد من حزم البرامج لاستيراد البيانات المُكتسبة من الصّور أو أجهزة الاستشعار. ومن هذه البرامج البارزة ما يلي:
- قلون
- 3 دي إف زافر [الإنجليزية]‏
- كونوما [الإنجليزية]‏
- أماجن فوتوجرامتري [الإنجليزية]‏
- مشلاب [الإنجليزية]‏
- ماونتينز ماب [الإنجليزية]‏ (تطبيقات المجهرِ فقط)
- فوتو مودلر [الإنجليزية]‏
- سكتش أب
- تومفيز [الإنجليزية]‏